# Кемеровский областной театр кукол имени Аркадия Гайдара
Кемеровский областной театр кукол имени Аркадия Гайдара — один из старейших театральных коллективов Кузбасса.

## История театра
Кемеровский областной театр кукол им. Аркадия Гайдара был создан 8 февраля 1942 года, во время Великой Отечественной войны на базе Новосибирского театра «Красный факел», временно переведенного в город Сталинск (ныне Новокузнецк). В тот день детской группой артистов был показано первое представление — «Волк и семеро козлят».
Только в сентябре 1953 года у театра появилось первое собственное здание на ул. Кирова в Новокузнецке.
В 1961 году основная часть труппы переехала в город Кемерово и обосновалась по нынешнему адресу.
Помимо детского репертуара театр ставил постановки для взрослых. В разные годы на его сцене рождались спектакли «Отшельник и роза», «Град Лебединец», «Божественная комедия». По достоинству были оценены заслуги многих творческих работников театра. Звания заслуженных артистов России были удостоены актёры Р. Мищенко, А. Нохрин, Л. Барановская, Т. Шишкина, Ю. Мищенко и Я. Зверянский, в прошлом директора театра, носят почетные звания заслуженных работников культуры России.
Более 300 спектаклей поставлено в театре за 75 лет его существования. Их видели не только кузбассовцы. Успешно проходили гастроли во многих городах России и ближнего зарубежья. Не забывают кемеровские кукольники и своих земляков: часто ездят с гастролями по области. Актёры вместе с куклами — постоянные гости в интернатах и детских домах.
С 2001 года главным режиссёром был Д. С. Вихрецкий. В 2004 году он был назначен директором, оставшись при этом главным режиссёром театра, а впоследствии был художественным руководителем по 2013 год. Дмитрий Вихрецкий — выпускник СПбГАТИ, член Международного союза кукольников «UNIMA», осуществил ряд постановок, которые с успехом идут на сцене театра кукол. Среди них полюбившиеся кемеровскому зрителю детские спектакли: музыкальная история-буфф «Медвежонок Рим-тим-ти», городская история с песнями «Котенок по имени Гав», очень стр-р-рашная история «Синяя борода», фантасмагория «Ночь перед Рождеством». Есть в репертуаре театра и спектакли для взрослых: пластическая сюита для актёров с куклами «Пер Гюнт», сцены из прибрежной жизни «Алые паруса», киберпанк «Тедди», роман в стихах «Евгений Онегин». Каждый из этих спектаклей — открытие, результат поиска нового способа художественной выразительности в театре кукол. Многие из этих спектаклей по достоинству оценены членами жюри и зрителями престижных театральных фестивалей.
В эти годы главным художником театра являлась Е. Г. Наполова.
За 75 лет своего существования театр кукол неоднократно становился лауреатом фестиваля «Кузбасс театральный», а также региональных и международных фестивалей театров кукол в Санкт-Петербурге, Минске, Рязани, Омске, Новосибирске, Барнауле, Иркутске, Томске, Республике Тыва.

## Награды
- Почётная грамота Президиума Верховного совета Российской Федерации (12 апреля 1993 года) — за большой вклад в дело эстетического воспитания подрастающего поколения Кузбасса и в связи с 50-летием со дня образования[6].
- Спектакли театра отмечены различными призами на российских и международных фестивалях.
- В 2010 году театр стал победителем конкурса «Бренд Кузбасса-2009» в группе «Культура и искусство»[7].
- В 2015 году театр участвовал в VII Международном фестивале театров кукол «Белгородская Забава»[8]